# Giorni di battaglia
Giorni di battaglia è il primo romanzo di Paco Ignacio Taibo II in cui compare la figura dell'investigatore privato Héctor Belascoarán Shayne. Fu pubblicato col titolo Dias de combate nel 1976 dall'editore messicano Editorial Grijalbo, poi, sempre in Messico, nel 1992 dalla casa editrice Promexa; in Italia uscì nel 1998 a Milano ad opera di Marco Tropea Editore.

## Trama
Héctor Belascoarán Shayne, un ingegnere messicano di origini basche ed irlandesi, lascia moglie e lavoro dai quali si sente sempre più oppresso. Inizia quindi la sua nuova vita prendendo per corrispondenza la licenza di investigatore privato e mettendosi quindi dalla parte dei poveri e dei più deboli. Il suo primo caso riguarda uno strangolatore di donne a Città del Messico, che firma i suoi omicidi con l'enigmatico nome de Il cervello.

## Adattamenti
Da questo libro sono stati tratti in Messico due film con lo stesso titolo: nel 1982 con la regia di Alfredo Gurrola, nel 1994 con la regia di Carlos García Agraz  .

## Edizioni in italiano
- Giorni di battaglia, traduzione di Roberta Bovaia, Milano, Marco Tropea Editore, 1998, ISBN 978-88-438-0157-2.
- Paco Ignacio Taibo II, Giorni di battaglia, traduzione di Roberta Bovaia, Club degli editori, Milano 1999